# Tính hiếu chiến

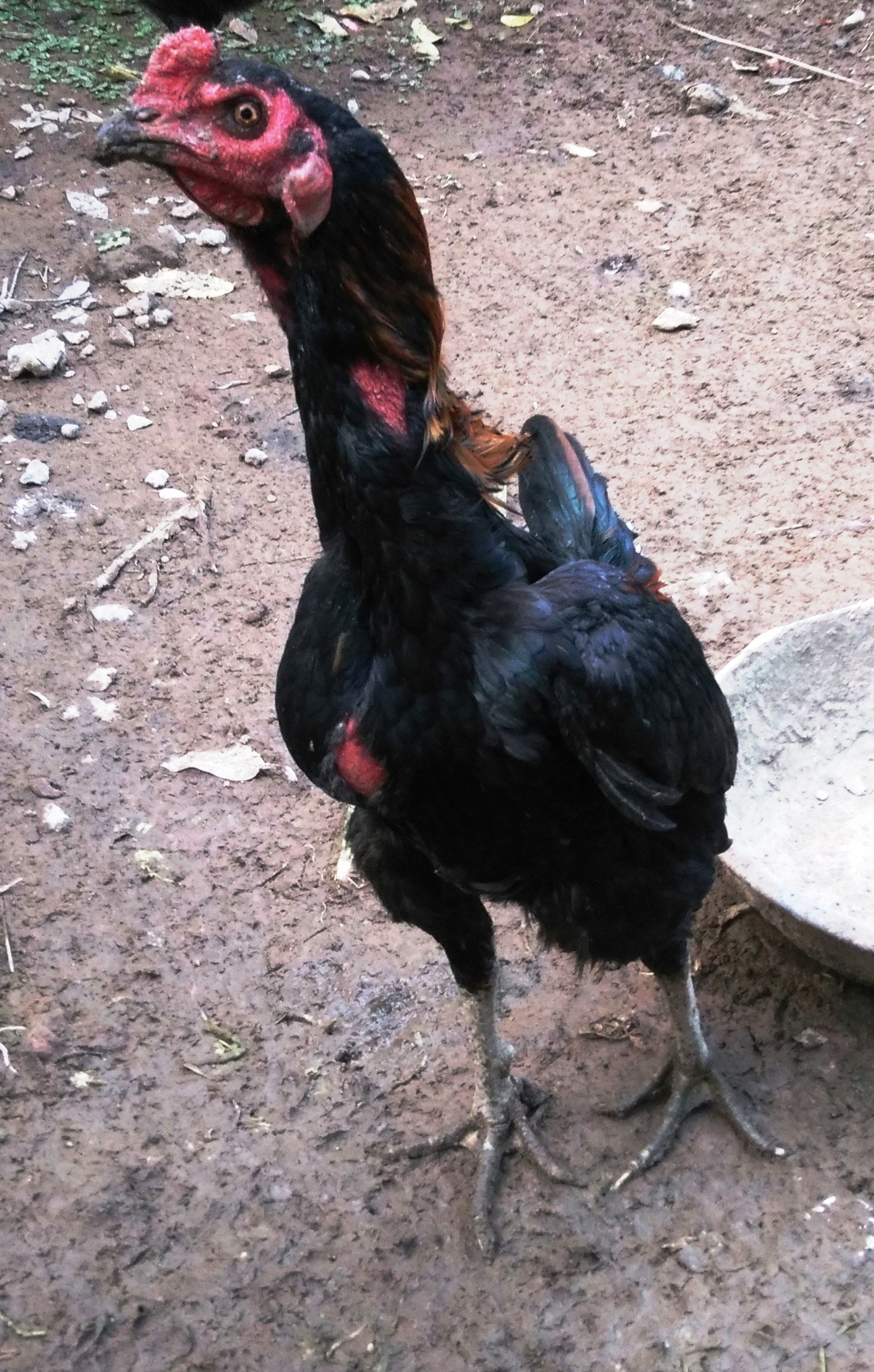
Gà chọi nổi tiếng về tính hiếu chiến, những con trống có tướng mạo dữ tợn và sẵn sàng đá nhau với đồng loại

Tính hiếu chiến (Agonistic) là bất kỳ hành vi xã hội nào liên quan đến chiến đấu hoặc sự sẵn sàng chiến đấu. Thuật ngữ này có ý nghĩa rộng hơn hành vi gây hấn hay hung hăng bởi vì nó bao gồm các mối đe dọa, hù dọa, hăm dọa, rút lui, xoa dịu và hòa hoãn. Thuật ngữ tính hiếu chiến được J.P Scott và Emil Fredericson thực hiện lần đầu tiên vào năm 1951 trong bài báo "Nguyên nhân chiến đấu của chuột nhà và chuột cống" trong tác phẩm Động vật học sinh lý học. Tính hiếu chiến được quan sát thấy ở nhiều loài động vật vì tài nguyên bao gồm thức ăn, nơi trú ẩn và bạn tình thường bị hạn chế.

## Đại cương
Một số hình thức của tính hiếu chiến là giữa các thí sinh đang cạnh tranh sinh học để hưởng cùng một tài nguyên, chẳng hạn như thức ăn hoặc bạn tình. Những lần khác, nó liên quan đến các bài kiểm tra sức mạnh hoặc hiển thị đe dọa (khoe mẽ) làm cho động vật trông to lớn và khỏe mạnh hơn, một sự phô trương có thể cho phép nó chiếm được tài nguyên trước khi một trận chiến thực sự diễn ra. Mặc dù sự hiếu chiến khác nhau giữa các loài, gồm ba loại hành vi: đe dọa, gây hấn và khuất phục. Ba hành vi này có liên quan đến chức năng và sinh lý với hành vi hung hăng nhưng nằm ngoài định nghĩa hẹp về hành vi hung hăng. 
Mặc dù bất kỳ một trong những phân chia hành vi này có thể được nhìn thấy một mình trong tương tác giữa hai loài động vật, chúng thường xảy ra theo trình tự từ đầu đến cuối.  Tùy thuộc vào tính sẵn có và tầm quan trọng của tài nguyên, các hành vi có thể bao gồm từ chiến đấu đến chết hoặc hành vi chiến đấu mang tính hình thức sẽ có tính an toàn hơn nhiều, mặc dù hành vi chiến đấu hình thức hoặc hiển thị là hình thức phổ biến nhất của tính gây hấn. Scott và Fredericson mô tả rằng tính hiếu chiến được thể hiện trong nhiều tình huống khác nhau để đáp ứng với các kích thích khác nhau.

## Các ví dụ
Những loài vật thể hiện tính hiếu chiến khá rõ nét như Khỉ đột đất thấp phía Đông (khỉ đột Conggo), những con khỉ đột với ngoại hình to lớn, thân hình đồ sộ, chúng có sức mạnh thể chất khỏe với cánh tay mạnh và cơ bắp, chúng có thể lật đổ cả một chiếc ô tô và một cú đấm của khỉ đột có thể khiến mọi vật đối diện phải biến dạng, Khỉ đột rất hung hãn trong khi chiến đấu và thường chiến đấu tới chết, chúng thường đấm ngực liên hồi để tỏ rõ sức mạnh, chúng thường chạy lướt qua nhau nhổ bật rễ các cây con để thị uy, khi bị đe dọa, con đực sẽ đứng thẳng người và dùng hai tay đấm thình thịch vào ngực để cảnh báo trước khi chiến đấu, âm thanh của một con khỉ đột đực đập vào ngực có thể phá tan sự im lặng.
Gà tre trống rất hiếu chiến và cò tính bảo vệ lãnh thổ rất cao đối với những đối thủ cạnh tranh nhưng sẵn sàng bỏ qua cho những con trống cùng bầy nếu như những con này chịu phục tùng nó, tức là không được gáy trước mặt nó và không được tranh giành gà mái với nó. Gà tre trống đá rất giỏi và lì đòn, nhất là các con gà được hai năm tuổi trở lên, khi đó chúng có thể đánh bại những đối thủ nặng ký hơn gấp ba, bốn lần thuộc các giống gà thịt, thậm chí gà chọi (gà nòi) tơ cũng không phải là đối thủ. Một trận đấu của hai con gà tre trưởng thành kéo dài vài tiếng đồng hồ, nhiều người cho rằng chúng đá tới chết là hơi phóng đại, tuy nhiên một trong hai con có thể chết sau đó do bị thương quá nặng hoặc không thể nào phục hồi lại thể lực.
Lửng mật (Mellivora capensis) một loài động vật có vú thuộc họ chồn được biết đến với tính hiếu chiến và lỳ lợm của nó, chúng chủ yếu ăn côn trùng, rắn rết, rùa, và mật ong, vì thế mới có cái tên lửng mật ong, chúng ranh ma đến mức dám trộm con mồi của báo hoa mai (cũng là loài rất hiếu chiến) giấu trên cây cao. Lửng mật có lớp da rất dày và chắc. Vũ khí tự vệ rất hiệu quả của nó là bộ móng vuốt dài và hàm răng sắc nhọn cực khỏe và với bản tính hung dữ và liều lĩnh, lửng mật dám đối đối đầu với những loài thú săn mồi to xác hơn nó, chúng sẽ cố tình gây sự với đám động vật lớn hơn nó nhiều kể cả sư tử. Lửng mật có thể phát ra mùi hôi cực kỳ khó chịu làm đối phương ngột ngạt, đó là một dạng phòng vệ xua đuổi kẻ thù và chúng có khả năng đề kháng nọc độc của rắn. 

## Tham khao
- Barrows, Edward (2001). Animal Behavior Desk Reference. Florida: CRC Press LLC.[page needed]
- Scott, JP (1951). "The Causes of Fighting in Mice and Rats". Physiological Zoology. 24: 273–309 – via JSTOR.
- Manning, Aubrey (1998). An Introduction to Animal Behavior. Cambridge University Press.[page needed]
- McGlone JJ (April 1986). "Agonistic behavior in food animals: review of research and techniques". Journal of Animal Science. 62 (4): 1130–9. PMID 3519555.
- Caldwell, R (1975). "Ecology and evolution of agonistic behavior in stomatopods". The Science of Nature. 62: 214–222.
- Risenhoover, K.; Bailey, J. (1985). "Relationships between group size, feeding time, and agonistic behavior of mountain goats". Canadian Journal of Zoology. 63: 2501–2506.
- Watts, S.; Kanagy, N.; Lombard, J (2008). "Chapter 7 - Receptor-Mediated Events in the Microcirculation". Microcirculation: 285–348.
- Adams, D.B. (1979). "Brain mechanisms for offense, defence and submission". Behav Brain Sci: 201–241.
- Blanchard, R.J; Blanchard, D.C (1977). "Aggressive behaviour in the rat". Behav Biol: 197–224.
- Ferris, C.F.; Delville, Y. (1993). "Vasopressin and Serotonin Interactions In the Control of Agonistic Behaviour". Psychoneuroendocrinology. 19: 591–603.
- Payne, A.P.; Andrews, M.J.; Wilson, C.A (1984). "Housing, fighting and biogenic amines in the midbrain and hypothalamus of the golden hamster". Ethopharmacological Aggression Research: 227–247.
- Ferris C.F; Axelson J.F; Martin A.M; Roberge L.R. (1989). "Vasopressin immunoreactivity in the anterior hypothalamus is altered during the establishment of dominant/subordinate relationships between hamsters". Neuroscience. 29: 675–683.
- Oliver B.; Mos J. (1990). "Serenics, serotonin and aggression". Current and Future Trends in Anticonvulsant, Anxiety and Stroke Therapy: 203–230.
- Owen K.; Peters P.J.; Bronson F.H (1974). "Effects of intracranial implants of testosterone proprionate on intermale injection in the castrated male mouse". Hormonal Behaviour. 5: 85–92.
- Leshner A.I.; Korn S.J.; Mixon Rosenthal C.; Besser A.K (1980). "Effects of corticosterone on submissiveness in mice: Some temporal and theoretical considerations". Physiological Behaviour. 24: 283–288.
- Vye C.; Cobb J.S; Bradley T.; Gabbay J.; Genizi A.; Karplus I. (1998). "Predicting the winning or losing of symmetrical contests in the American lobster Homarus americanus (Milne-Edwards)". Journal of Experimental Marine Biology and Ecology. 217: 19–29.
- Prince, Edward (2008). Principles and Applications of Domestic Animal Behavior. CABI.
- Bustard, Robert (1967). "Defensive display behavior of the Australian gecko Nephrurus asper". Herpetologica. 23 (2): 126–129. JSTOR 3891239.